# Rhyacophila zwickorum
Rhyacophila zwickorum là một loài Trichoptera trong họ Rhyacophilidae. Chúng phân bố ở miền Cổ bắc.